# Ковали (Татарстан)
Ковали (тат. Kəwəl, Кәвәл) — село в Пестречинском районе Татарстана. Административный центр Ковалинского сельского поселения.

## География
Находится в северо-западной части Татарстана на расстоянии приблизительно 22 км на восток-северо-восток по прямой от районного центра села Пестрецы.

## История
Основано период Казанского ханства. В 1868 году была открыта школа Братства святителя Гурия. Относится к числу населенных пунктов, где проживают татары-кряшены.

## Население
Постоянных жителей было: в 1782 году — 122 души мужского пола, в 1859—557, в 1897—853, в 1908—984, в 1920—1171, в 1926—1111, в 1938—1084, в 1958—839, в 1970—924, в 1979—721, в 1989—544, в 2002—349 (татары 98 %, большинство кряшены), 278 в 2010.